# Trưng cầu dân ý độc lập Québec, 1995

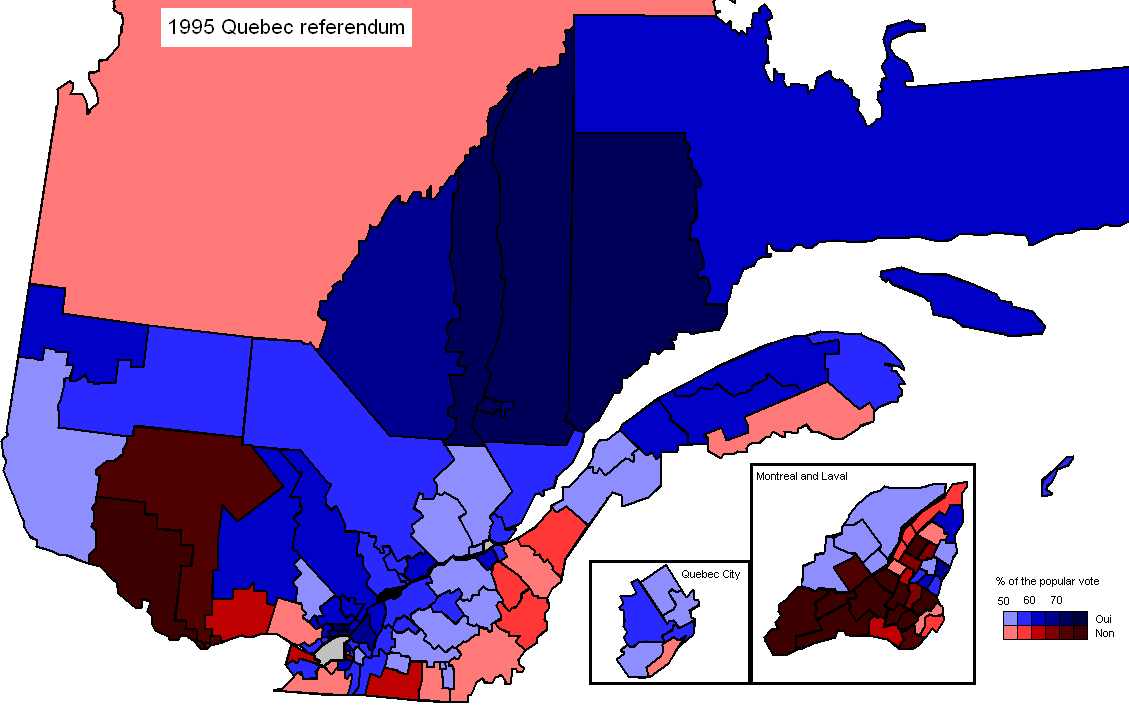
Kết quả cuộc trưng cầu dân ý tính theo khu vực bầu cử trong tỉnh bang. Màu đỏ là phiếu Chống, màu xanh là phiếu Thuận, màu càng đậm thì tỉ lệ phiếu càng cao

Cuộc trưng cầu dân ý độc lập Québec năm 1995 là cuộc trưng cầu dân ý thứ nhì tại tỉnh bang Québec ở Canada hỏi cử tri có muốn ly khai ra khỏi Canada và thành lập một quốc gia độc lập không. Các cử tri được hỏi:
| “ | Quý vị có đồng ý rằng Québec nên trở thành độc lập sau khi chính thức đề nghị hợp tác với Canada trong lĩnh vực kinh tế về chính trị theo khuôn khổ của dự luật về tương lai của Québec và thỏa ước được ký vào ngày 12 tháng 6 năm 1995? | ” |

Cuộc trưng cầu dân ý năm 1995 có điểm khác biệt với cuộc trưng cầu dân ý năm 1980 ở chỗ là năm 1980 đề xuất "độc lập-liên kết" đối với chính phủ Canada trong khi năm 1995 đề xuất "độc lập" với hợp tác "tùy chọn" với Canada.
Bầu cử diễn ra vào ngày 30 tháng 10 năm 1995, và đề xuất ly khai Québec đã không được thông qua, với 50,58% cử tri bầu chống và 49,42% cử tri bầu thuận.

## Bối cảnh
Hai năm sau cuộc trưng cầu dân ý năm 1980 về nền độc lập của Québec, Hiến pháp Canada trở thành có hiệu lực tại Canada. Theo luật, chính phủ liên bang có thể đơn phương sửa đổi hiến pháp, nhưng Tòa án Tối cao đã phán quyết rằng Thủ tướng Pierre Trudeau cần phải hỏi ý kiến của các tỉnh bang và nhận sự đồng ý.
Các thủ hiến tỉnh bang đoàn kết chống lại các sửa đổi hiến pháp cho đến khi một thỏa thuận được chín trong mười thủ hiến đồng ý; tuy nhiên René Lévesque, thủ hiến của Québec, đã không được các tỉnh bang khác hỏi ý. Vì thế, ông từ chối không ký kết thỏa ước về Đạo luật Hiến pháp năm 1982. Mặc dù ông đã từ chối, các tu chính vào hiến pháp vẫn được phê chuẩn và vẫn có hiệu lực trong Québec.
Lévesque cho rằng cách thỏa thuận "kiểu Canada" của các thủ hiến kia là "bỏ mặc Québec trong lúc cơ nguy." Ông tiên đoán rằng việc này sẽ gây ra hậu quả rất xấu cho Canada.
Sau Đạo luật Hiến pháp năm 1982, đã có nhiều cố gắng thêm sửa đổi để được Québec ủng hộ. Những cố gắng này được gọi là Hiệp định Hồ Meech năm 1987, và Hiệp định Charlottetown năm 1992. Cả hai cố gắng này đều thất bại, và đã khích động cho phong trào độc lập Québec.
Năm 1990, Lucien Bouchard, một bộ trưởng trong chính phủ của Thủ tướng Brian Mulroney, đã lãnh đạo một liên minh gồm các thành viên nghị viện từ Đảng Tự do và Bảo thủ Cấp tiến đại diện cho Québec và thành lập một đảng liên bang mới để cổ xúy độc lập cho Québec, với tên gọi là Bloc Québécois (Khối Québec).
Trong cuộc bầu cử liên bang năm 1993, Khối Québec giành được 54 ghế, trở thành đảng lớn thứ nhì trong Hạ Nghị viện Canada, và được địa vị đảng đối lập.
Tại Québec, trong cuộc bầu cử tỉnh bang năm 1994, đảng ly khai Parti Québécois giành lại quyền lực dưới sự lãnh đạo của Jacques Parizeau. Ông hứa hẹn với cử tri sẽ tổ chức một cuộc trưng cầu dân ý trong nhiệm kỳ thủ hiến của mình.

## Câu hỏi trong trưng cầu dân ý
Ngày 7 tháng 9 năm 1995, sau khi được bầu làm thủ hiến, Jacques Parizeau đã trình bày với nhân dân Québec câu hỏi sẽ được đưa ra cho cử tri vào ngày 30 tháng 10 năm đó.
Trong tiếng Pháp, câu hỏi là:
| “ | Acceptez-vous que le Québec devienne souverain, après avoir offert formellement au Canada un nouveau partenariat économique et politique, dans le cadre du projet de loi sur l'avenir du Québec et de l'entente signée le 12 juin 1995? | ” |

Trong tiếng Anh, câu hỏi là:
| “ | Do you agree that Québec should become sovereign after having made a formal offer to Canada for a new economic and political partnership within the scope of the bill respecting the future of Québec and of the agreement signed on ngày 12 tháng 6 năm 1995? | ” |

Trong các cộng đồng thổ dân có sử dụng ngôn ngữ thổ dân, các lá phiếu sử dụng ba ngôn ngữ.
Toàn văn của cái gọi là "Thỏa thuận Ba bên về Độc lập", hay "thỏa thuận được ký kết vào ngày 12 tháng 6 năm 1995" trong câu hỏi được gửi đến mọi nhà Québec vài tuần trước cuộc bầu cử. Nó được ký kết bởi Jacques Parizeau, Lucien Bouchard, và Mario Dumont, lãnh đạo của nhóm Action démocratique du Québec ("Hành động Dân chủ cho Québec").
Một cuộc thăm dò ý kiến được tiến hành vài tuần trước cuộc bầu cử cho thấy 28% người chưa chọn lựa tin rằng phiếu thuận có nghĩa rằng Quebec sẽ thương lượng cho một giải pháp tốt hơn, nhưng vẫn trong khuôn khổ liên bang, nghĩa rằng họ vẫn tiếp tục sử dụng hộ chiếu Canada và bầu nghị sĩ trong Hạ Nghị viện. Một số người chống ly khai cho rằng câu hỏi còn không rõ ràng về các vấn đề này và ủy ban vận động "Chống" đã cố gắng thuyết phục cử tri rằng nếu phe "Thuận" thắng sẽ có nghĩa Québec sẽ trở thành hoàn toàn độc lập, và không chắc chắn sẽ có một thỏa hiệp hợp tác với Canada.

## Những thành phần tham gia

### Phía ủng hộ liên bang
Vận động cho phía "Chống" là những người ủng hộ cho Québec ở lại trong Canada, và thể chế liên bang của quốc gia này. Những người này được gọi là "federalists".
Những nhân vật ủng hộ liên bang quan trọng gồm có:
- Thủ tướng Jean Chrétien.
- Daniel Johnson, lãnh đạo Đảng Tự do Québec.
- Jean Charest, Lãnh đạo Đảng Bảo thủ Cấp tiến liên bang.
- Lucienne Robillard, Bộ trưởng Liên bang Trách nhiệm về Trưng cầu Dân ý.
- Brian Tobin, Bộ trượng Liên bang về Ngư nghiệp và Biển

### Phía ủng hộ độc lập
Vận động cho phía "Thuận" là những người cổ xúy Québec ly khai ra khỏi Canada và/hoặc thương lượng cho một hợp tác kinh tế và chính trị giới hạn với nước này. Những người này được gọi là "sovereigntists".
Những nhân vật ủng hộ độc lập quan trọng gồm có:
- Thủ hiến Québec Jacques Parizeau.
- Lucien Bouchard, lãnh đạo đảng Bloc Québécois liên bang.
- Mario Dumont, lãnh đạo đảng ADQ.

## Vận động
Những cuộc thăm dò ý kiến ban đầu cho thấy 67% người Québec sẽ bầu "Chống". Jean Chrétien đứng bên lề trong các cuộc tranh luận và để Daniel Johnson làm nhân vật đại diện cho chính quyền liên bang. Những sai lầm của phe liên bang vào lúc đầu như khi Paul Martin nói Québec sẽ mất một triệu việc làm nếu ly khai, và khi một người phát biểu rằng phe liên bang chẳng những sẽ đánh bại, mà còn "đè nát" phía độc lập, đã thúc đẩy và động viên phong trào độc lập.
Nhận thấy phía "Thuận" đang không tiến đến đâu, Lucien Bouchard vốn được nhiều người ủng hộ đã đóng một vai trò lớn hơn trong nhóm độc lập, và đã được Parizeau làm "nhà đàm phán chính" trong các cuộc thương lượng về "hợp tác" sau khi phe "Thuận" thắng. Tháng 12 năm 1994, Lucien Bouchard xém chết vì bệnh necrotizing fasciitis (vi khuẩn ăn thịt người) và bác sĩ đã cưa cụt chân trái của ông. Sự bình phục của ông và sự hiện diện của ông sau này với cái nạng đã làm nhiều người cảm thông với ông. Một số nhà quan sát cho rằng nó đã có tác động tích cự cho phía độc lập, vì việc ông vẫn vận động cho độc lập ngay sau khi sắp chết đã đem lại nhiều cảm tình từ người dân.
Dưới sự lãnh đạo của Bouchard, các con số tiếp tục thay đổi và các thăm dò ý kiến dần dần cho thấy số đông người Québec sẽ bầu "Thuận". Ngay cả những vấp ngã của Bouchard cũng không có hiệu lực gì. Ba tuần trước cuộc bầu cử, ông đã nói rằng người Québec là "chủng tộc da trắng" có tỉ lệ sinh sản thấp nhất.
Vài ngày trước cuộc bầu cử, người ta tin rằng phía độc lập sẽ thắng. Các cuộc thăm dò ý kiến được thực hiện hai tuần trước ngày bầu cử cho thấy phe "Thuận" đang dẫn đầu phe "Chống" với hơn 5%. Một cuộc mít tinh cho phe liên bang với khoảng một vạn người tham gia đã diễn ra tại Phòng thính Verdun vào ngày 24 tháng 10, trong đó Jean Chrétien đã hứa hẹn một số cải cách bán hiến pháp để đưa thêm quyền lực cho Québec. Tối hôm sau, Thủ tướng Jean Chrétien đã đọc diễn văn trên truyền hình bằng tiếng Anh và tiếng Pháp, trong khi Lucien Bouchard đọc lời phản hồi. Sau hai sự kiện này, một số cuộc thăm dò cho thấy phe "Chống" đang dẫn đầu phe "Thuận", nhưng vẫn trong giới hạn độ sai (từ 0% đến 2%).
Một cuộc mít tinh lớn được tổ chức vào Thứ 6, ngày 27 tháng 10 (3 ngày trước ngày bầu cử) tại trung tâm thành phố Montreal, gọi là "Unity Rally", khoảng 100.000 người Canada từ ngoài Québec đã đến đây để ca tụng một nước Canada đoàn kết, và kêu gọi người Québec bầu chọn "Chống" trong cuộc trưng cầu dân ý. Thủ tướng Jean Chrétien, lãnh đạo Đảng Bảo thủ Cấp tiến Jean Charest và lãnh đạo Đảng Tự do Québec đã phát biểu với đám đông trong sự kiện này. Bộ trưởng Ngư nghiệp và Biển Brian Tobin đóng một vai trò quan trọng trong việc tổ chức và vận động cho sự kiện này. Nhiều chính khác Canada từ bên ngoài Québec, trước kia được yêu cầu không tham gia trong ủy ban "Chống", cũng đã tham dự vào sự kiện này, trong đó có Thủ hiên Ontario Mike Harris, Thủ hiến New Brunswick Frank McKenna, Thủ hiến Nova Scotia John Savage, và Thủ hiến Prince Edward Island Catherine Callbeck. Cuộc mít tinh đã gây nhiều tranh cãi vì một số nhà tài trợ, theo quan điểm của Giám đốc Bầu cử tại Québec, đã ủng hộ bất hợp pháp vào phe "Chống", ví dụ trong việc chở người tham gia đến Montreal lấy giá rẻ hay miễn phí. Dù sao, những luật lệ này của Québec cũng không áp dụng được cho những nhà tài trợ vì địa điểm của họ ở ngoài Québec.

## Chuẩn bị trong trường hợp phe "Thuận" chiến thắng

### Phía ủng hộ độc lập
Trong trường hợp phe "Thuận" thắng, Parizeau nói rằng ông sẽ trở lại Quốc hội Québec trong vòng hai ngày sau khi có kết quả và vận động cho Dự luật Độc lập, đã được đề xuất vào lúc đó.
Trong một diễn văn ông đã chuẩn bị sẵn trong trường hợp phe "Thuận" thắng, ông nói rằng một nước Québec độc lập đầu tiên phải "giơ tay đến quốc gia láng giềng là Canada" để hợp tác. Parizeau nói rằng ông sẽ chuẩn bị thương lượng với chính phủ liên bang sau phiếu "Thuận". Nếu không thương lượng được, ông sẽ tuyên bố một nước Québec độc lập.
Vào ngày 27 tháng 10, văn phòng của lãnh đạo Bloc Québécois Lucien Bouchard đã đưa ra một thông cáo báo chí đến tất cả các căn cứ quân sự tại Québec, kêu gọi tạo ra một quân đội Québec và tạo dựng các nhân viên phòng thủ trong trường hợp Québec tuyên bố độc lập. Bouchard tuyên bố rằng Québec sẽ tiếp quản các phi cơ không quân Canada đang nằm tại tỉnh bang này.

### Phía ủng hộ liên bang
Phía chính phủ liên bang không có kế hoạch gì trong trường hợp phe "Thuận" thắng. Một số thành viên trong nội các liên bang đã họp mặt để bàn một số trường hợp có thể xảy ra, kể cả việc đưa vấn đề độc lập của Québec lên Tòa án Tối cao. Một số viên chức cấp cao cũng họp mặt để thảo luận về tác động của cuộc ly khai đến các vấn đề như biên giới, nợ chính phủ, và Jean Chrétien có còn làm thủ tướng Canada được không, vì ông được bầu từ một khu bầu cử ở Québec.
Khi được hỏi về cơ hội Canada thương lượng một thỏa thuận hợp tác kinh tế với một nước Québec độc lập, Nhà phê bình Việc Liên chính phủ (Intergovernmental Affairs Critic) từ Đảng Cải cách lúc đó và sau này là Thủ tướng Stephen Harper đã nói với các phóng viên "Không ai ở ngoài Québec ủng hộ mấy thứ này cả" và "Người Québec nên biết điều này càng sớm càng tốt".
Bộ trưởng Quốc phòng David Collenette đã chuẩn bị tăng cường an ninh tại một số cơ quan liên bang. Ông cũng đã ra lệnh đưa máy bay CF-18 ra khỏi Québec để tránh bị dùng làm con cờ thương lượng.

### Các nhóm thổ dân

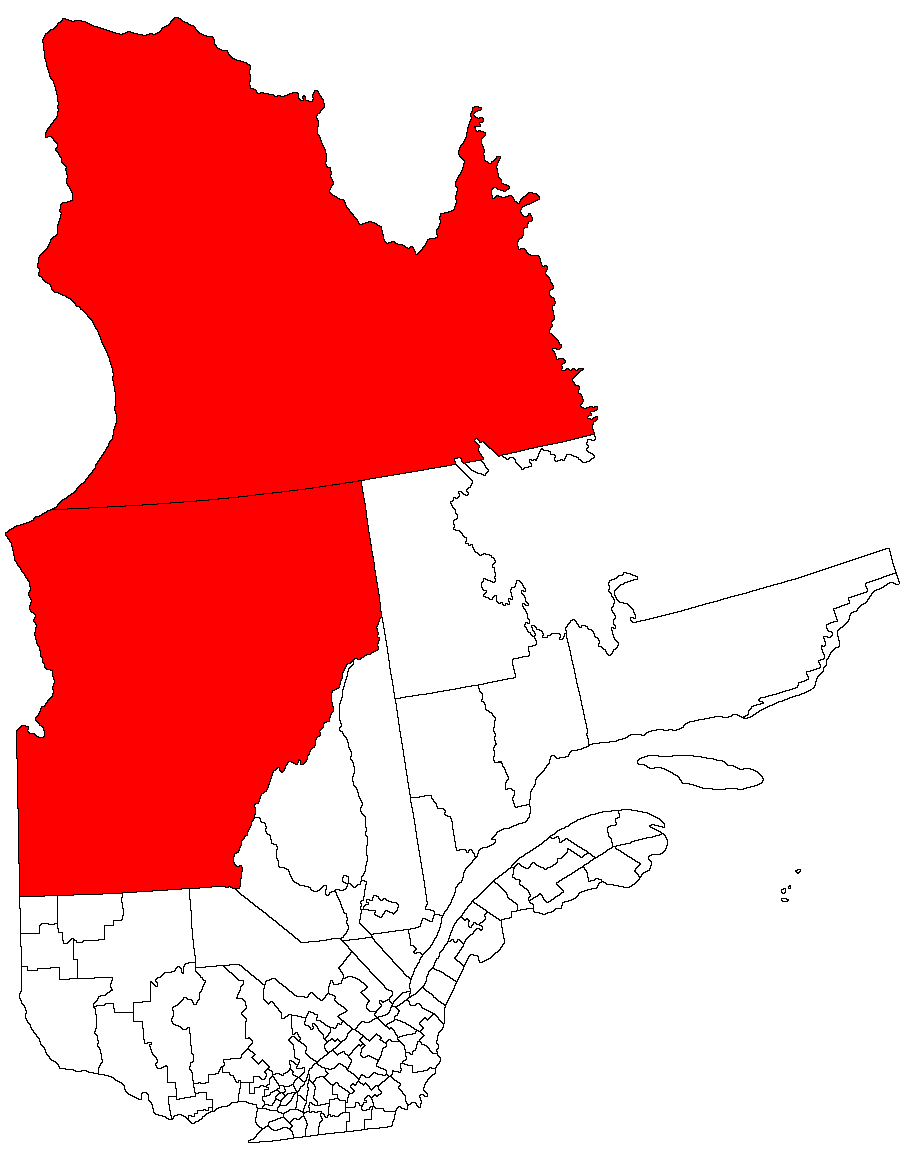
Lãnh thổ truyền thống của thổ dân Cree và Inuit ở miền Bắc Québec

Để chuẩn bị cho trường hợp phía "Thuận" chiến thắng, những dân tộc thổ dân tại Québec đã lên tiếng khẳng định quyền tự quyết của họ. Các tộc trưởng thổ dân khẳng định rằng việc họ bị bắt buộc tham gia vào một quốc gia Québec độc lập sẽ vi phạm luật quốc tế. Trong tuần cuối cùng của cuộc vận động, họ đòi hỏi được tham gia toàn bộ trong các cuộc thương lượng hiến pháp do cuộc trưng cầu dân ý.
Đại hội đồng Cree tại miền Bắc Quebec đặc biệt chống đối ý tưởng bị gộp vào một quốc gia Québec độc lập. Tộc trưởng Matthew Coon Come đã phát hành một bài viết pháp luật với tên gọi "Bất công chủ quyền" (Sovereign Injustice) khẳng định quyền tự quyết của người Cree để giữ lãnh thổ của họ trong Canada.
Ngày 24 tháng 10 năm 1995, họ đã tổ chức một cuộc trưng cầu dân ý riêng, đặt câu hỏi "Quý vị có đồng ý, với cương vị là một dân tộc, để Chính quyền Québec chia lãnh thổ người Cree ở James Bay và lãnh thổ truyền thống của người Cree ra khỏi Canada trong trường hợp cuộc trưng cầu dân ý Québec có kết quả là "Thuận"?' 96,3% của 77% người Cree bỏ phiếu muốn ở lại Canada. Người Inuit ở Nunavik cũng tổ chức một cuộc trưng cầu dân ý tương tự với câu hỏi "Quý vị có đồng ý rằng Québec nên trở thành độc lập?", với 96% người bầu Chống. Các cộng đồng người thổ dân là một phần quan trọng trong các cuộc tranh luận về việc chia Québec.

## Kết quả
Cử tri đã bác bỏ đề nghị độc lập, nhưng với tỉ lệ thấp hơn năm 1980, với 50,58% cử tri bầu "Chống" và 49,42% cử tri bầu "Thuận". Một con số kỷ lục là 94% trong 5.087.009 cử tri ghi danh đã bỏ phiếu trong cuộc trưng cầu dân ý. Những người nói tiếng Pháp muốn độc lập với tỷ lệ khoảng 60%, nhưng vùng Montreal đông dân đã bầu "Chống". Phe "Chống" cũng nhận ủng hộ trong khu vực viễn Bắc, khu Outaouais, và các thị xã phía đông (Cantons de l'Est). Tại 81 trong 125 khu bầu cử của Québec, phe "Thuận" đã thắng, nhưng đây là những khu bầu cử thưa dân hơn, trong khi phe "Chống" chiến thắng ở các khu bầu cử ở thành thị.
Trong một lời phát biểu gây tranh cãi trong một phòng đông người ủng hộ phe "Thuận", trực tiếp trên truyền hình, Jacques Parizeau đã đổ lỗi kết quả vào "tiền bạc và lá phiếu của dân tộc thiểu số".
| Chống: 2.362.648 (50,58%) |  |  | Thuận: 2.308.360 (49,42%) |
| ▲                         |  |  |                           |

|                     | Tổng số lá phiếu | % số lá phiếu |
| Lá phiếu chấp nhận  | 4.671.008        | 98,18%        |
| Lá phiếu bị loại bỏ | 86.501           | 1,82%         |
| Tỉ lệ tham gia      | 4.757.509        | 93,52%        |

## Tranh cãi

### Các lá phiếu bị loại bỏ
Sau khi đếm hết phiếu, có 86.000 lá phiếu bị loại bỏ vì bị cho là "phiếu hỏng" vì không được đóng dấu đúng. Tại các khu vực bầu cử Chomedey, Marguerite-Bourgeois và Laurier-Dorion đã nổi lên cuộc tranh cãi rằng nhiều lá phiếu đã bị loại bỏ bằng những lý do không hợp lý, hầu hết là vì có những tiêu chuẩn gay gắt những dấu vết cử tri có thể sử dụng để đánh dấu lựa chọn của mình. Trong các khu vực này phiếu "Chống" thắng thế, và tỉ lệ số phiếu bị loại là 12%, 5,5%, và 3,6%. Tại khu bầu cử Chomedey, trung bình 1/9 lá phiếu đã bị loại.
Thomas Mulcair, dân biểu Quốc hội Quebec cho khu vực Chomedey, đã nói với các phóng viên sau cuộc bầu cử rằng "có một âm mưu dàn sẵn để ăn cắp phiếu" trong khu vực của ông.
Tăng dầu vào lửa trong tranh cãi này, một cuộc nghiên cứu được công bố vài tháng sau cuộc bầu cử của nhà xã hội học Đại học McGill Maurice Pinard, nhà khoa học thống kê Janusz Kaczorowski và luật sư Andrew Orkin, đã đưa kết luận rằng những khu bầu cử có tỉ lệ phiếu "Chống" cao hơn có tỉ lệ phiếu bị loại cao hơn.
Vài tháng sau cuộc trưng cầu dân ý, người điều hành bầu cử tại Québec (DGEQ), Pierre F. Cote, đã bắt đầu một cuộc điều tra về những cáo buộc này. Dưới sự giám sát của Alan B. Gold, thẩm phán trưởng của Tòa án Thượng thẩm Québec, tất cả các lá phiếu từ ba khu bầu cử này cùng với một số phiếu mẫu từ 34 khu bầu cử khác được xem xét. Bản báo cáo của DGEQ đã kết luận rằng một số phiếu đã bị loại bỏ với lý do không chính đáng. Phần đông các số phiếu bị loại bỏ là phiếu "Chống", cùng tỉ lệ với số phiếu được chấp nhận trong các khu vực này. Bản báo cáo kết luận rằng các sự việc này là riêng lẻ. Hai người có nhiệm vụ kiểm phiếu đã bị DGEQ cáo buộc là vi phạm luật bầu cử, nhưng trong năm 1996 đã được trắng án.

### Giới hạn chi tiêu
Theo Đạo luật Trưng cầu Dân ý Québec (được nghị viện Québec thông qua trược cuộc trưng cầu dân ý năm 1980), tất cả các chi tiêu trong cuộc vận động phải được các ủy ban "Thuận" và "Chống" cho phép và báo cáo. Mỗi ủy ban được ngân sách cho phép là 5 triệu CAD. Bất cứ các cá nhân hay tổ chức nào không phải là ủy ban chính thức có chi tiêu cho vận động sau khi cuộc vận động bắt đầu sẽ phạm luật. Vi phạm luật này sẽ có thể bị phạt đến 30.000 CAD hay bị giam cầm. Violation of this law could have resulted in fines of up to $30,000 or imprisonment. Sau một phán quyết của Tòa án Tôi cao Canada ngày 17 tháng 10 năm 1997 (xem Libman vs. Quebec-Attorney General), một số phần của luật trưng cầu dân ý của Québec đã bị phán là vi hiến vì được xem là quá khắt khe.

#### Hội đồng Thống nhất Canada và Option Canada
Một tổ chức vận động từ Montreal mà ít người biết đến với tên là Option Canada (Lựa chọn Canada) được thành lập vào ngày 7 tháng 9 năm 1995, tám tuần trước cuộc bầu cử. Mục đích của tổ chức là cổ xúy ủng hộ cho liên bang ở Québec. Option Canada được tạo ra bời Hội đồng Thống nhất Canada, một tổ chức với mục đích "làm Canada vững mạnh". Người đứng đầu hội đồng là Jocelyn Beaudoin, sau này được chính phủ tỉnh bang Québec của Jean Charest bổ nhiệm làm người đại diện cho Québec ở Toronto. Alfred Pilon, cựu chánh văn phòng của Charest, và Claude Dauphin, một phụ tá của Paul Martin, lúc đó là bộ trưởng tài chính liên bang, là những thành viên then chốt trong Option Canada.
Option Canada nhận 1,6 triệu CAD từ Bộ Di sản Canada năm 1994, 3,35 triệu CAD năm 1995 và 1,1 triệu CAD năm 1996. Tháng 3 năm 1997, tờ The Montreal Gazette đưa tin rằng tổ chức này còn nhận tiền từ một số nguồn chưa thông báo khác.
Một Ủy ban Đăng ký Cử tri Ngoài Québec cũng được tạo ra để giúp các công dân đã rời Québec trong vòng 2 năm trước cuộc bầu cử năm 1995 đăng ký trong danh sách cử tri. Từ năm 1989, một điều khoản trong luật bầu cử Québec cho phép các cựu cư dân của Québec ra dấu ý định trở về Québec và bầu cử bằng thư. Ủy ban này, hoạt động trong cuộc vận động trưng cầu dân ý, đã đưa nhiều truyền đơn, trong đó có giấy đăng ký cử tri. Truyền đơn cũng đưa ra một số gọi miễn phí, cũng là số của Hội đồng Thống nhất Canada.
Sau cuộc trưng cầu dân ý, người điều hành bầu cử tại Québec là ông Pierre F. Côté, đã đưa ra 20 cáo buộc về chi tiêu trái phép bởi Option Canada và một số tổ chức khác cho phe "Chống", nhưng đã bị bác bỏ sau khi Tòa án Tối cao Canada đã phán quét rằng một số điều khoản của luật trưng cầu dân ý quá khắt khe trong việc chi tiêu bởi các tổ chức thứ ba.

#### Unity Rally
Một cuộc mít tinh lớn để tán dương một nước Canada thống nhất được tổ chức 3 ngày trước cuộc bầu cử. Ngày 27 tháng 10 năm 1995, khoảng 100.000 người Canada từ tất cả các tỉnh bang Canada đã đến Quảng trường Canada cho sự kiện được gọi là "Unity Rally" ("Mít tinh Thống nhất"). Số người ước tính tham gia đã bị tranh cãi ngay từ ngày xảy ra và trong nhiều năm sau đó. (Số người tham gia được ước tính không thống nhất trong báo chí. Đài truyền thanh tiếng Anh CJAD tại Montreal đã cho rằng đám đông lên đến 150.000 người trong khi CKAC, một đài truyền thanh tiếng Pháp, cho rằng đám đông chỉ có 30.000 người.)
Aurèle Gervais, người điều hành thông tin cho Đảng Tự do Canada, cũng như hội học sinh tại Đại học Algonquin tại Ottawa, sau cuộc bầu cử đã bị cáo buộc mướn xe buýt sai luật để đem người ủng hộ đến Montreal cho cuộc mít tinh này, một phần của cáo buộc lớn hơn từ các người ủng hộ độc lập cho Québec, cho rằng nhiều phần chi tiêu trong mít tinh này là phạm pháp vì nó chưa được phía "Chống" cho phép hay báo cáo trong bản báo cáo chi tiêu. Bộ trưởng Môi trường Sergio Marchi nói với các phóng viên "Ông Gervais, thay mặt cho Đảng Tự do Canada, nên mặt [các cáo buộc chống ông] như một huy hiệu vinh dự," và "Tôi nghĩ rằng nó là những điều ba hoa và họ nên ngưng tính từng đồng từng cắc niềm ái quốc của người Canada." Hai năm sau, Tòa án Thượng thẩm Québec đã bác bỏ các cáo buộc, nói rằng các điều vi phạm xảy ra ngoài Québec, và không phạm luật gì dưới Đạo luật Bầu cử Québec.
Robin Philpot, đồng tác giả của cuốn "Les secrets d'Option Canada" (Những bí mật của Option Canada), cho rằng cựu bộ trưởng liên bang Brian Tobin, người tổ chức chính cho buổi mít tinh này, đã cho ông biết nhiều tập đoàn Canada đã tài trợ bước đi này. Hai ngày trước cuộc mít tinh, Canadian Airlines đã tuyên bố "Giá thống nhất: được giảm đến 90% cho những người muốn mua vé đến bất cứ nơi nào trong Canada." Người điều hành bầu cử Québec là Pierre F. Cote đã cảnh cáo sáu công ty vận chuyển Canada, kể cả Air Canada, Canadian Airlines và Via Rail, rằng họ có thể sẽ bị phạt đến a 10.000 CAD nếu họ chi tiêu tiền trái luật để vận chuyển người đến Montreal.

#### Báo cáo Grenier
Người điều hành bầu cử tại Québec đã yêu cầu vị thẩm phán đã về hưu Bernard Grenier điều tra Option Canada và các cáo buộc chi tiêu bất hợp pháp của phía "Chống" trong năm 2006.
Grenier đã xác định rằng 539.000 CAD đã được phe "Chống" chi tiêu trái luật trong cuộc trưng cầu dân ý, tuy nhiên ông không đưa kết luận gì cụ thể về cuộc mít tinh "Unity Rally". Grenier nói rằng không có bằng chứng rằng cuộc mít tinh là một phần của âm mưu phá hoại phong trào độc lập.
Grenier nói rằng không ai bị cáo buộc tội danh gì. Thủ hiến Jean Charest, lúc đó là phó chủ tịch của ủy ban "Chống", được Grenier cho rằng đã không làm gì sai trái. Các nhà phân tích chính trị đã suy đoán rằng tín nhiệm của Charest sẽ bị thiệt hại nếu Grenier cho rằng ông có dính líu vào vụ này.
Bản báo cáo của Grenier cũng nói rằng một số nhân chứng muốn khai báo về chi tiêu bất hợp pháp từ phe "Thuận", cụ thể là về một nhóm được thành lập vào mùa xuân năm 1995 tên là "Conseil de la souverainete du Québec" (Hội đồng Độc lập Québec). Grenier kết luận rằng nhiệm vụ của ông không phải là điều tra về các chi tiêu của tổ chức đó.
Mặc dù bản báo cáo của Grenier đã tìm thấy số chi tiêu quá hạn bởi phe "Chống" là nhỏ hơn số tiền 5 triệu CAD mà Normand Lester và Robin Philpot, đồng tác giả của quyển "The Secrets of Option Canada" (Bí mật của Option Canada), đã cáo buộc, Lester đã dùng những khám phá của Grenier để kêu gọi một cuộc điều tra liên bang về vấn đề này, đặc biệt là về quỹ cho cuộc "Unity Rally". Tờ The Montreal Gazette, trong một bài báo xuất bản ngày 30 tháng 5 năm 2007, đã cho rằng phía chính phủ Québec cũng đã chi tiêu bất hợp pháp, có thể là cao hơn số tiền mà Option Canada đã chi tiêu, để ủng hội phe "Thuận" qua một số bộ chính phủ, một số cuộc nghiên cứu, và một vài cách khác.
Grenier khuyến khích người Québec hãy bỏ qua chuyện này, cho rằng "Tôi nghĩ bây giờ là lúc để tiến tới, đi về phía trước."
Sau khi bản báo cáo của Grenier được công bố, Đảng Bloc Québécois đã kêu gọi một cuộc điều tra liên bang về vụ này. Thủ tướng Stephen Harper đã gạt bỏ vấn đề này.

### Quốc tịch và định cư Canada
Các thẩm phán Tòa án Quốc tịch từ nhiều nơi ở Canada đã được đưa đến tỉnh bang để bảo đảm số lượng người nhập cư đang ở Québec hội đủ điều kiện được nhập tịch càng nhiều càng tốt, và do đó có thể bầu cử được. Mục tiêu là xử lý từ khoảng 10.000 đến 20.000 đơn xin nhập tịch cho các cư dân Québec trước giữa tháng 10. Đồng thời, chính phủ liên bang cũng giảm nửa thời gian xử lý bằng quốc tịch cho những người đã bị mất quốc tịch.
Khi được một thành viên nghị viện của Bloc Québécois cho rằng những đơn xin nhập tịch của những người nhập cư được đi lối tắt vì họ là những người có cơ hội bầu "Chống" nhiều nhất, Bộ trưởng Quốc tịch và Nhập cư Sergio Marchi cho rằng tốc độ xử lý tại Québec trước cuộc bầu không khác gì tốc độ xử lý ở các tỉnh bang khác như Manitoba, New Brunswick và Ontario. Ông cũng cho rằng Bloc Quebécois trước kia đã chỉ trích chính phủ liên bang vì tiến triển chậm chạp trong việc xử lý các đơn nhập tịch đó, còn bây giờ lại cho rằng là quá nhanh.
Theo thống kê của Bộ Quốc tịch và Nhập cư Canada, có 43.855 người Québec nhập tịch trong năm 1995. Khoảng 25% những người này (11.429) nhập tịch vào tháng 10. Dữ liệu cũng cho thấy từ năm 1993 đến 1995, số người nhận bằng tăng lên 87%. Trong năm 1996 thì số lượng này đã giảm xuống 39%.

### Danh sách cử tri
Năm 1998, các nhà hoạt động PQ từ vùng Montreal đã đưa một danh sách có 100.000 đến trước DGEQ. Theo họ, 100.000 cử tri này có tên trong danh sách cử tri năm 1995 nhưng không đăng ký với Régie de l'Assurance-Maladie du Québec (RAMQ), cơ quan bảo hiểm y tế công cộng. Sau khi được kiểm chứng, DQED đã kết luận rằng 56.000 trong 100.000 tên không có quyền bầu cử và nên được loại ra khỏi danh sách trong tương lai.
Cùng năm, các nhà hoạt động PQ từ khu vực Eastern Townships cũng trình lên DGEQ một trường hợp gian lận trong cuộc trưng cầu dân ý. Kết quả của cuộc điều tra là 32 sinh viên quốc tế đang học tập tại Đại học Bishop ở Lennoxville đã bị phạt sau khi bị kết án là bầu cử bất hợp pháp trong năm 1995.
Chính phủ Québec đã thay đội Đạo luật Bầu cử đòi hỏi cử tri phải đưa chứng từ là hộ chiếu Canada, bằng lái xe Québec, hay thẻ RAMQ tại trạm bầu cử để nhận dạng trong các cuộc bầu cử trong tương lai.

## Hậu quả

### Lãnh đạo PQ
Ngày sau cuộc trưng cầu dân ý, Jacques Parizeau đã từ chức lãnh đạo the Parti Québécois, một phần do câu nói gây tranh cãi của ông đổ lỗi thua cuộc vào "tiền của và lá phiếu người sắc tộc". Lucien Bouchard là ứng cử viên duy nhất ra thay thế ông. Bouchard trở thành thủ hiến vàn ngày 29 tháng 1 năm 1996. Trong vài năm sau đó, sự ủng hộ cho độc lập đã giảm xuống. Mặc dù tái thắng cử vào năm 1998, PQ đã không tổ chức một cuộc trưng cầu dân ý nữa, mà chờ đợi cho "tình trạng thắng thế". Trong cuộc bầu cử tỉnh bang năm 2003, PQ đã thua Đảng Tự do Québec dưới sự lãnh đạo của Jean Charest.

### Đạo luật Rõ ràng
Trước cuộc trưng cầu dân ý, những người ủng hộ liên bang đã hứa hẹn cải cách hệ thống liên bang để đáp ứng các mối lo âu của Québec. Sau cuộc trưng cầu dân ý, chỉ một số cải cách có giới hạn được thực hiện, như đạo luật liên bang đòi hỏi một số khu vực (kể cả Québec) chấp thuận trước khi sửa đổi hiến pháp. Chính phủ liên bang cũng theo đuổi cái mà Chrétien gọi là "Phương án B", để cố gắng thuyết phục cử tri về những khó khăn về kinh tế và luật pháp nếu Québec tuyên bố độc lập. Sự việc này đã dẫn đến Đạo luật Rõ ràng (Clarity Act) được chính phủ liên bang thông qua năm 2000, đòi hỏi các cuộc trưng cầu dân ý trong tương lai phải có một "câu hỏi rõ ràng" và phải được một "đa số rõ ràng" ủng hộ để được chính phủ liên bang công nhận. Tuy nhiên, các cụm từ "câu hỏi rõ ràng" và "đa số rõ ràng" không được định nghĩa, dẫn đến sự chỉ trích từ một số người.

### Quảng cáo
Sau chiến thắng hẹp này, chính phủ Chrétien đã tiến hành một chiến dịch quảng cáo nhằm gây ủng hộ cho Canada. Mục đích là tài trợ các sự kiện săn bắn, câu cá, và giải trí khác, và trong những việc như thế sẽ tăng sự ủng hộ cho Canada trong Québec. Trong khi nhiều sự kiện được tài trợ là chính đáng, một khoản tiền lớn đã bị quản lý thiếu sót. Người kiểm tra sổ sách Canada Sheila Fraser đã đưa ra một bản báo cáo vào tháng 11 năm 2003, phác thảo các vấn đề. Việc này đã dẫn đến sự điều tra của Ủy ban Gomery của cái gọi là Vụ bê bối Tài trọ. Lãnh đạo Bloc Québécois Gilles Duceppe cho rằng Canada đang "mua chuộc" liên bang và dùng lý do đó để đem tiền vào túi những người thân thiện với Đảng Tự do. Vụ bê bối này được truyền thông Québec quan tâm rất nhiều, dẫn đến sự ủng hộ cho phong trào độc lập.

## Thông tin thêm
- Phim tài liệu CBC Breaking Point (2005)
- Robin Philpot (2005). Le Référendum volé. Montreal: Les éditions des intouchables. ISBN 2-89549-189-5.
- Paul Jay documentary Neverendum Referendum